# Хејлс Корнерс (Висконсин)
Хејлс Корнерс (енгл. Hales Corners) град је у америчкој савезној држави Висконсин.

## Демографија
По попису из 2010. године број становника је 7.692, што је 73 (-0,9%) становника мање него 2000. године.
| Група             | 2000.         | 2010.         |
| Белци             | 7.441 (95,8%) | 7.048 (91,6%) |
| Афроамериканци    | 17 (0,2%)     | 75 (1,0%)     |
| Азијати           | 75 (1,0%)     | 134 (1,7%)    |
| Хиспаноамериканци | 162 (2,1%)    | 333 (4,3%)    |
| Укупно            | 7.765         | 7.692         |